# Armand Duez
Pour les articles homonymes, voir Duez.
Armand Duez, né le 18 août 1872 à Rezé (Loire-Inférieure) et mort le 13 août 1943 à Nantes (Loire-Inférieure), est un homme politique français.

## Biographie
Fils du général Armand Lucien Duez, il est docteur en droit. Il est maire de Saint-Sébastien-sur-Loire en 1912 et conseiller général. 
Il a été mobilisé lors de la Première Guerre mondiale en 1915.
Il est député de la Loire-Atlantique de 1932 à 1936 (XVe législature de la IIIe République), proche des radicaux et, bien que non inscrit, apparenté au groupe des Républicains de gauche. Battu en 1936, il quitte la vie politique.

## Sources
- « Armand Duez », dans le Dictionnaire des parlementaires français (1889-1940), sous la direction de Jean Jolly, PUF, 1960 [détail de l’édition]
- « Armand, Victor, Eugène, Henri, Lucien, Marie, Joseph Duez - Biographies », Assemblée nationale (consulté le 12 septembre 2016).